# 보르드 핀네
보르드 핀네(노르웨이어: Bård Finne, 1995년 2월 13일 ~ )는 노르웨이의 축구 선수이다. 포지션은 공격수이며, 현재 노르웨이 엘리테세리엔의 SK 브란 소속이다.